# 세로프

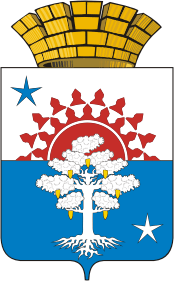
시 문장

세로프(러시아어: Серо́в)는 러시아 스베르들롭스크주 북부에 위치한 도시로, 인구는 100,300명(2002년 기준)이다. 우랄산맥 동쪽 기슭에 위치하며 소스바 강의 지류인 카크바 강 좌안과 접한다. 예카테린부르크(스베르들롭스크 주의 주도)에서 북쪽으로 350km 정도 떨어진 곳에 위치한다.